# International Aero Engines
IAE International Aero Engines AG és una aliança d'empreses fundada el 1983 per desenvolupar un motor d'aviació per al mercat d'avions de fuselatge estret de 150 passatgers. Aquesta col·laboració de quatre dels principals motors d'aviació del món (Pratt & Whitney, FiatAvio, MTU Aero Engines i Japanese Aero Engine Corporation) desembocà en el V2500, el segon motor de reacció comercial més reeixit del mercat actual en termes d'unitats venudes i el tercer de la història.